# MTV Europe Music Awards 2019
MTV EMA 2019 (známé také jako MTV Europe Music Awards) se konali dne 3. listopadu 2019 v Bizkaia Areně v Seville ve Španělsku. Španělsko již po čtvrté hostilo předávání cen.

## Vystoupení
- Dua Lipa – "Don't Start Now"
- Mabel – "Don't Call Me Up"
- Niall Horan – "Nice to Meet Ya"
- Akon a Becky G – "Cómo No"
- Green Day – "Father of All..." a "Basket Case"
- Halsey – "Graveyard"
- Ava Max – "Torn" a "Sweet but Psycho"
- Rosalía – "Pienso en tu mirá" a "Di mi nombre"
- NCT 127 – "Highway to Heaven"
- Becky G – "24/7", "Sin Pijama" a "Mayores"
- Liam Gallagher – "Once" a "Wonderwall"

## Nominace
Nominace byly oznámeny 1. října 2019.

### Nejlepší píseň
- Billie Eilish — "Bad Guy"
- Ariana Grande — "7 Rings"
- Lil Nas X feat. Billy Ray Cyrus — "Old Town Road"
- Post Malone and Swae Lee – "Sunflower"
- Shawn Mendes and Camila Cabello — "Señorita"

### Nejlepší video
- Taylor Swift feat. Brendon Urie of Panic! at the Disco — "ME!"
- Ariana Grande — "Thank U, Next"
- Billie Eilish — "Bad Guy"
- Lil Nas X feat. Billy Ray Cyrus — "Old Town Road"
- Rosalía a J Balvin feat. El Guincho – "Con altura"

### Nejlepší umělec
- Shawn Mendes
- Ariana Grande
- J Balvin
- Miley Cyrus
- Taylor Swift

### Nejlepší nováček
- Billie Eilish
- Ava Max
- Lewis Capaldi
- Lil Nas X
- Lizzo
- Mabel

### Nejlepší spolupráce
- Rosalía and J Balvin feat. El Guincho – "Con altura"
- BTS a Halsey — "Boy with Luv"
- Lil Nas X feat. Billy Ray Cyrus — "Old Town Road (Remix)"
- Mark Ronson feat. Miley Cyrus — "Nothing Breaks Like a Heart"
- Shawn Mendes a Camila Cabello — "Señorita"
- The Chainsmokers a Bebe Rexha — "Call You Mine"

### Nejlepší hudební skupina
- BTS
- BLACKPINK
- Little Mix
- CNCO
- Monsta X
- 5 Seconds of Summer
- Jonas Brothers
- The 1975

### Nejlepší Pop
- Halsey
- Ariana Grande
- Becky G
- Camila Cabello
- Jonas Brothers
- Shawn Mendes

### Nejlepší Hip-Hop
- Nicki Minaj
- 21 Savage
- Cardi B
- J. Cole
- Travis Scott

### Nejlepší Rock
- Green Day
- Imagine Dragons
- Liam Gallagher
- Panic! at the Disco
- The 1975

### Nejlepší Alternativa
- FKA Twigs
- Lana Del Rey
- Solange
- Twenty One Pilots
- Vampire Weekend

### Nejlepší elektronika
- Martin Garrix
- Calvin Harris
- DJ Snake
- Marshmello
- The Chainsmokers

### Nejlepší LIVE
- BTS
- Ariana Grande
- Ed Sheeran
- Pink
- Travis Scott

### Nejlepší Push umělec
- Ava Max
- Billie Eilish
- CNCO
- H.E.R.
- Jade Bird
- Juice Wrld
- Kiana Ledé
- Lauv
- Lewis Capaldi
- Lizzo
- Mabel
- Rosalía

### Nejlepší World Stage
- Muse
- Bebe Rexha
- Hailee Steinfeld
- The 1975
- Twenty One Pilots

### Nejlepší vzhled
- Halsey
- J Balvin
- Lil Nas X
- Lizzo
- Rosalía

### Největší fanoušci
- BTS
- Ariana Grande
- Billie Eilish
- Shawn Mendes
- Taylor Swift

### Rocková ikona
- Liam Gallagher

### Generation change
- Alfredo "Danger" Martinez
- Shiden Tekle
- Lisa Ranran Hu
- Kelvin Doe
- Jamie Margolin

## Celosvětové nominace

### Nejlepší britský a irský počin
- Little Mix
- Lewis Capaldi
- Dave
- Mabel
- Ed Sheeran

### Nejlepší dánský počin
- Nicklas Sahl
- Christopher
- Gilli
- Lukas Graham
- MØ

### Nejlepší finský počin
- JVG
- Alma
- Benjamin
- Gettomasa
- Robin Packalen

### Nejlepší norský počin
- Sigrid
- Alan Walker
- Astrid S
- Kygo
- Ruben

### Nejlepší švédský počin
- Avicii
- Jireel
- Zara Larsson
- Molly Sandén
- Robyn

### Nejlepší německý počin
- Juju
- AnnenMayKantereit
- Luciano
- Marteria and Casper
- Rammstein

### Nejlepší nizozemský počin
- Snelle
- Josylvio
- Maan
- Nielson
- Yung Felix

### Nejlepší belgický počin
- MATTN
- blackwave.
- IBE
- Tamino
- Zwangere Guy

### Nejlepší švýcarský počin
- Loredana Zefi
- Stefanie Heinzmann
- Ilira
- Monet192
- Faber

### Nejlepší francouzský počin
- Kendji Girac
- Aya Nakamura
- Dadju
- DJ Snake
- Soprano

### Nejlepší italský počin
- Mahmood
- Coez
- Elettra Lamborghini
- Elodie
- Salmo

### Nejlepší španělský počin
- Lola Indigo
- Amaral
- Anni B Sweet
- Beret
- Carolina Durante

### Nejlepší portugalský počin
- Fernando Daniel
- David Carreira
- Plutónio
- ProfJam
- TAY

### Nejlepší polský počin
- Roksana Węgiel
- Bass Astral x Igo
- Daria Zawiałow
- Dawid Podsiadło
- Sarsa

### Nejlepší ruský počin
- Maruv
- Face
- Little Big
- Noize MC
- Zivert

### Nejlepší maďarský počin
- Viktor Király
  - Hősök
  - Jumodaddy
  - András Kállay-Saunders
  - Mörk

### Nejlepší africký počin
- Burna Boy
- Harmonize
- Nasty C
- Prince Kaybee
- Teni
- Toofan

### Nejlepší indický počin
- Emiway Bantai
- Komorebi
- Parikrama
- Prateek Kuhad
- Raja Kumari

### Nejlepší japonský počin
- King Gnu
- Nulbarich
- Chai
- Tempalay
- Chanmina

### Nejlepší korejský počin
- Ateez
- AB6IX
- CIX
- Itzy
- Iz*One

### Nejlepší jihovýchodní asijský počin
- Jasmine Sokko
- Jannine Weigel
- Moira Dela Torre
- Rich Brian
- Suboi
- Yuna

### Nejlepší čínský a hongkongský počin
- Zhou Shen
- Click#15
- Fiona Sit
- Shin
- Timmy Xu
- Feng Timo

### Nejlepší australský počin
- Ruel
- Dean Lewis
- Mallrat
- Sampa the Great
- Tones and I

### Nejlepší novozélandský počin
- JessB
- Benee
- Broods
- Drax Project
- Kings

### Nejlepší brazilský počin
- Pabllo Vittar
- Anitta
- Emicida
- Kevin O Chris
- Ludmilla

### Nejlepší severolatinskoamerický počin
- Mon Laferte
- Ed Maverick
- Jesse & Joy
- Reik
- Ximena Sariñana

### Nejlepší středolatinskoamerický počin
- Sebastián Yatra
- J Balvin
- Maluma
- Mau y Ricky
- Piso 21

### Nejlepší jiholatinskoamerický počin
- J Mena
- Cazzu
- Lali
- Paulo Londra
- Tini

### Nejlepší karibský počin
- Anuel AA
- Bad Bunny
- Daddy Yankee
- Ozuna
- Pedro Capó

### Nejlepší kanadský počin
- Johnny Orlando
- Shawn Mendes
- Avril Lavigne
- Carly Rae Jepsenová
- Alessia Cara

### Nejlepší severoamerický počin
- Taylor Swift
- Billie Eilish
- Lil Nas X
- Ariana Grande
- Lizzo